# 株洲市淞南中学
株洲市淞南中学，位于湖南省株洲市董家塅，为株洲市公立学校。

## 历史
株洲市淞南中学，前身是株洲市南方中学初中部，有近50年的办学经验。于2007年城区初高中分离后，成为南方中学“校中校”。现由南方中学托管办学。